# Spikstarrmyrtjärnen
Spikstarrmyrtjärnen är en sjö i Skellefteå kommun i Västerbotten och ingår i Kågeälvens huvudavrinningsområde.